# Hoplandromyia junodi
Hoplandromyia junodi är en tvåvingeart som beskrevs av Mario Bezzi 1926. Hoplandromyia junodi ingår i släktet Hoplandromyia och familjen borrflugor. Inga underarter finns listade i Catalogue of Life.